# NGC 6763
NGC 6763 est une galaxie lenticulaire située dans la constellation du Dragon. Sa vitesse par rapport au fond diffus cosmologique est de 2 806 ± 48 km/s, ce qui correspond à une distance de Hubble de 41,4 ± 3,0 Mpc (∼135 millions d'al). NGC 6763 a été découverte par l'astronome américain Lewis Swift en 1834. L'année suivante (30 avril, Swift a observé cette même galaxie sans se rendre compte qu'il l'avait déjà notée. Cette observation a été ajoutée au New General Catalogue sous la désignation NGC 6762. 
Selon la base de données astronomique Simbad, NGC 6763 est  une galaxie active de type Seyfert 2. 